# Polycarpa pentarhiza
Polycarpa pentarhiza is een zakpijpensoort uit de familie van de Styelidae. De wetenschappelijke naam van de soort werd in 1965 voor het eerst geldig gepubliceerd door Françoise Monniot.